# بير راجنار
بير راجنار (بالسويدية: Per Ragnar)‏ هو كاتب ومقدم تلفزيوني ومخرج وممثل سويدي، ولد في 29 مايو 1941 في السويد.

## أعمال

### أفلام
- (2008) دع الشخص الصحيح يدخل[5][6][7][8]

## وصلات خارجية
- بير راجنار على موقع IMDb (الإنجليزية)
- بير راجنار على موقع ميوزك برينز (الإنجليزية)
- بير راجنار على موقع قاعدة بيانات الأفلام السويدية (السويدية)
- بير راجنار على موقع قاعدة بيانات الفيلم (الإنجليزية)